# Станоје Динић
Станоје Динић (1837–1883) био је земљорадник и народни посланик из Мучибаба. Стрељан због учешћа у Тимочкој буни.

## Биографија
По сачуваним судским списима, Станоје Динић рођен је 1837. године у селу Мучибаба, где се бавио земљорадњом.

### Тимочка буна
По његовој сачуваној изјави у полицији (датој 2-3. новембра 1883. у Књажевцу), био је неписмен. На дан побуне у Књажевцу (26. октобра 1883), био је код своје куће, у селу Мучибаба. Рано изјутра дошао му је у кућу учитељ Велимир Антонијевић из Валевца, који га је позвао да подигне народ на оружје, пошто се сав народ у околини већ побунио. Станоје га је отерао, али је нешто касније стигао и гласник из суседног села Жлне, са вестима да су се и они побунили. Станоје је обавестио сеоске кметове, и заједно су одлучили да један кмет оде у Жлну и Књажевац да лично извиди шта се дешава. Касно увече кмет се вратио и наредио да се засивира у трубу за окупљање народне војске, обавестивши Станоја да је побуна већ почела, после чега су окупљени војници отишли у Књажевац. Станоје је остао код куће, али су исте ноћи дошла по њега двојица наоружаних сељака из његовог села и силом га спровела у Књажевац, претећи му везивањем у случају отпора. Дошавши у општински суд, затекао је устанички Извршни одбор на власти, на чијем челу су били Михаило Веселиновић, Аца Станојевић и Љуба Божиновић. Михаило му је наредио да слуша наређења Одбора, под претњом метка у чело. Видећи да су се сви виђенији људи у Књажевцу већ покорили новим властима, Станоје се покорио. Ту су га обавестили да је и он изабран за члана Извршног одбора.
Према сачуваним устаничким документима, на збору наоружаних грађана, који су се 26. октобра 1883. окупили на позив окружног начелника да бране барутни магацин у Књажевцу, Станоје је изабран за члана привременог одбора народне управе за округ књажевачки од 18 чланова, а затим и у Привремени извршни одбор од 10 чланова, под председништвом Гавре Аничића, који се прогласио за једину извршну власт у књажевачком округу по вољи збора окупљених грађана. Сутрадан, Станоје је одлуком Извршног одбора постављен за једног од двојице набављача хране за побуњенчку војску.

### Суђење
На суду се бранио да је био члан Извршног одбора под принудом и у страху за живот, да за то време ништа није питан, ништа није знао и ништа није радио. Тврдио је да није учествовао ни у једној одборској наредби и да се ни на шта није потписао, а да су све одлуке  доносили Михаило Веселиновић, Аца Станојевић и Љуба Божиновић, док су сви остали само слушали, пошто су ова тројица сваком претили куршумом. Тврдио је да је хтео да се преда властима, али није смео од ове тројице, нарочито од Веселиновића, који је свакоме претио револвером.